# Aeroporto di León
L'Aeroporto di León (en Leonese, Aeropuertu de Llión) (IATA: LEN, ICAO: LELN) è un aeroporto che si trova a 6 km della città di León, provincia di León, Spagna. È una delle più antiche basi aeree militari in Spagna e l'aeroporto con la più alta elevazione della penisola iberica.

## Storia

### Origini
L'origine dell'aeroporto risale ad una precisa disposizione ministeriale emanata intorno agli anni '20, che voleva la creazione dell'aeroporto come scalo ad uso militare sulla rotta Madrid-Asturie. A partire dal 1929, in via del tutto provvisoria, l'aerostazione inizia le prime operazioni commerciali.
La prima base aerea era situata approssimativamente nello stesso luogo dell'attuale: una brughiera che divide il complesso dalla città, circondata da campi coltivati ora abbandonati. Le opere infrastrutturali previdero la creazione di quattro hangar, oltre ai servizi basici di rifornimento, acqua e telefono. Il luogo era la base del gruppo 21 della Squadra numero 1 del Parque Regional del Noroeste.
Nel corso della Guerra civile spagnola, l'aeroporto divenne un centro nevralgico delle squadre aeree, e la successiva promozione alla classe A ne permette numerosi miglioramenti, come l'installazione di apparecchiature per il volo notturno e le comunicazioni via radio, oltre ad un radiogoniometro.

### Apertura al traffico civile
Dal 1946, con decreto ministeriale che indice la creazione della base aerea aperta al volo civile Virgen del Camino, si inizia a parlare di aeroporto commerciale. Tuttavia, fino al 1988 l'aeroporto rimane uno scalo militare. Dal 1990 le autorità della provincia e della comunità autonoma decidono di avviare dei progetti per la conversione a scalo commerciale della struttura, sollecitando il Ministero della Difesa per l'autorizzazione a ubicarvi strutture atte a questo scopo. L'autorizzazione viene emessa l'anno successivo, nel 1991.

### Inizio delle operazioni commerciali

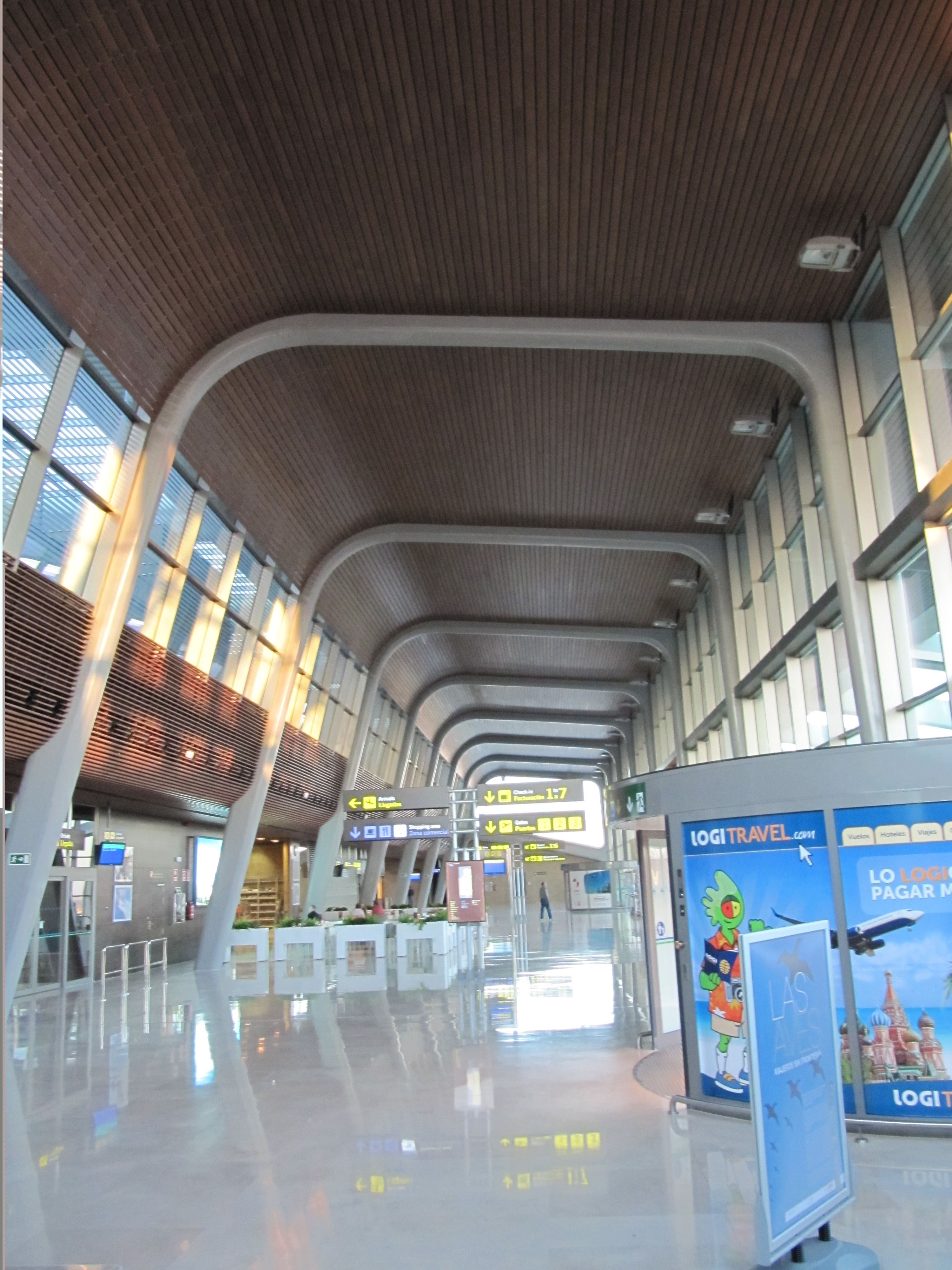
Interno del terminal passeggeri

Nel 1994 ebbe inizio la storia commerciale dell'aeroporto, grazie alla quale fu possibile la creazione di una pista di volo, un collegamento stradale e un parcheggio, inaugurati nel luglio 1995. Dal 1997 iniziò la seconda fase, che previde la costruzione di un terminal passeggeri e un edificio per i servizi, consegnati nel gennaio del 1999. Il 2 giugno 1999 un volo Iberia con destinazione finale Barcellona-El Prat diede il via alle operazioni.
Nel 2005 la compagnia aerea LagunAir decise il ritiro dall'aeroporto, ritenuto inadeguato rispetto agli standard moderni e poco considerato dalla società Aeropuertos Españoles y Navegación Aérea. Grazie all'intervento del Consorcio Aeropuerto de León e all'azienda Agelco, che si presero carico della compagnia, fu possibile salvaguardare i numerosi posti di lavoro messi in pericolo dalla decisione.
Nello stesso anno, fu completato l'ampliamento della pista, che passò a 2 100 metri, nonché della zona di stazionamento degli aerei, portata a 14.600 metri quadrati e venne installato un sistema di controllo degli atterraggi ILS Cat I.

Nel 2007, con l'ulteriore allungamento della pista fino agli attuali 3 000 metri, l'aeroporto ha fatto un passo in avanti di estrema importanza, poiché la configurazione attuale permette di accogliere aerei con un'autonomia prossima alle 4 000 miglia nautiche e con un carico passeggeri superiori a cento.

## Nuove strutture
Il 22 dicembre 2007, il presidente del Governo spagnolo José Luis Rodríguez Zapatero ha presentato il terzo progetto di ampliamento dell'aeroporto. A differenza degli interventi precedenti, in questo era inclusa una radicale trasformazione infrastrutturale, con la costruzione di un nuovo terminal su due piani di 9 600 m², oltre ad un parcheggio per 275 autovetture e 8 autobus, nonché uno spazio per gli aerei di 30 250 m².
La costruzione, avviata il 28 dicembre 2007, è stata interrotta il 13 gennaio 2008 per la richiesta del Ministero dell'Ambiente di una Dichiarazione di impatto ambientale. Ottenuta, i lavori sono ripresi, e si sono conclusi nel settembre 2010.

## Collegamenti
L'accesso all'aeroporto è attualmente garantito da una strada che, partendo dalla località di Valverde de la Virgen, si immerge nella N-120. Secondi i progetti di AENA, in futuro i collegamenti saranno possibili attraverso una strada dedicata a quattro corsie per una lunghezza di 4 chilometri, che attraverserà interamente il comune di San Andrés del Rabanedo.

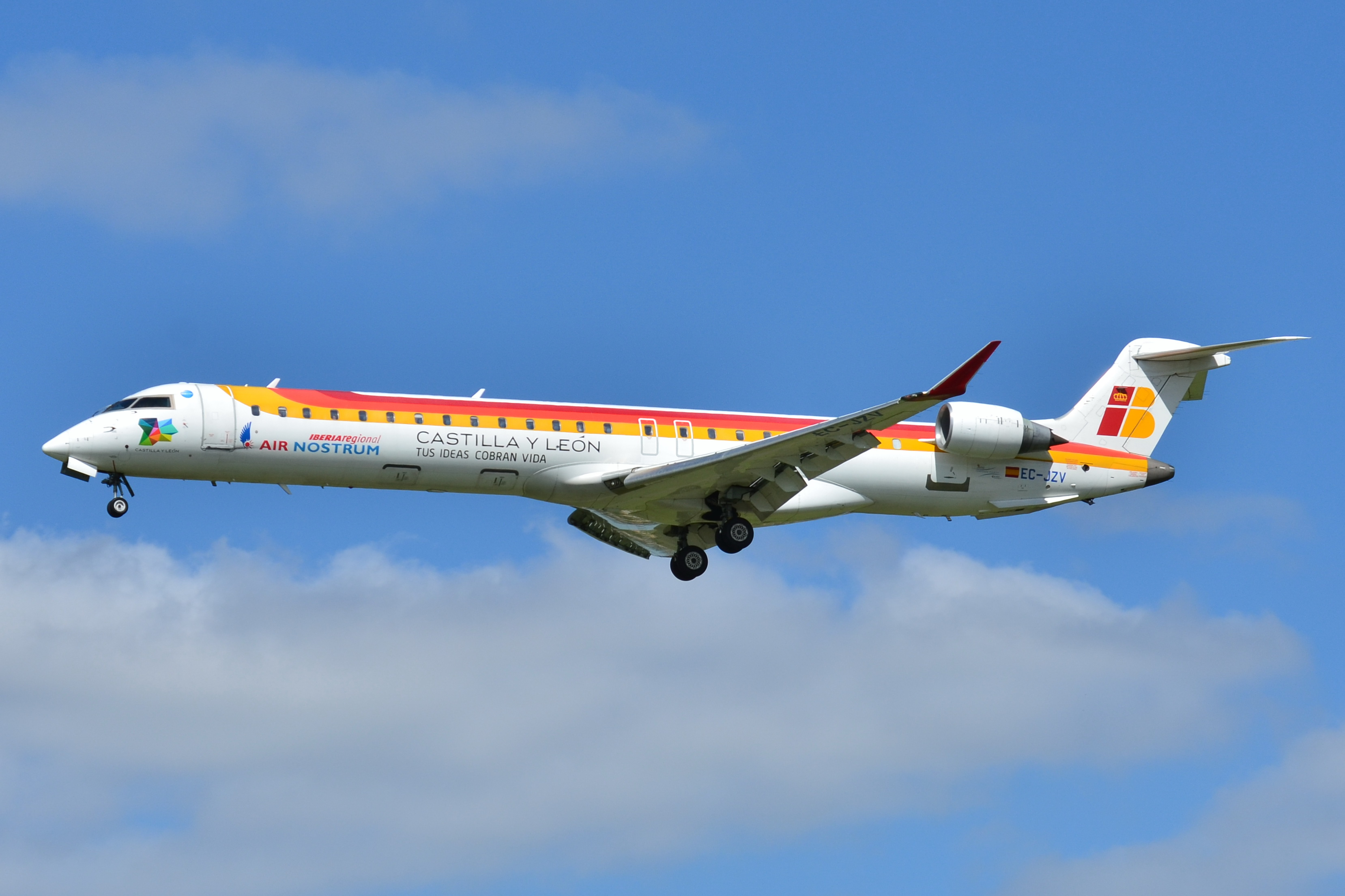
CRJ-900 Air Nostrum (ANE) "Castilla y Leon" EC-JZV

## Statistiche

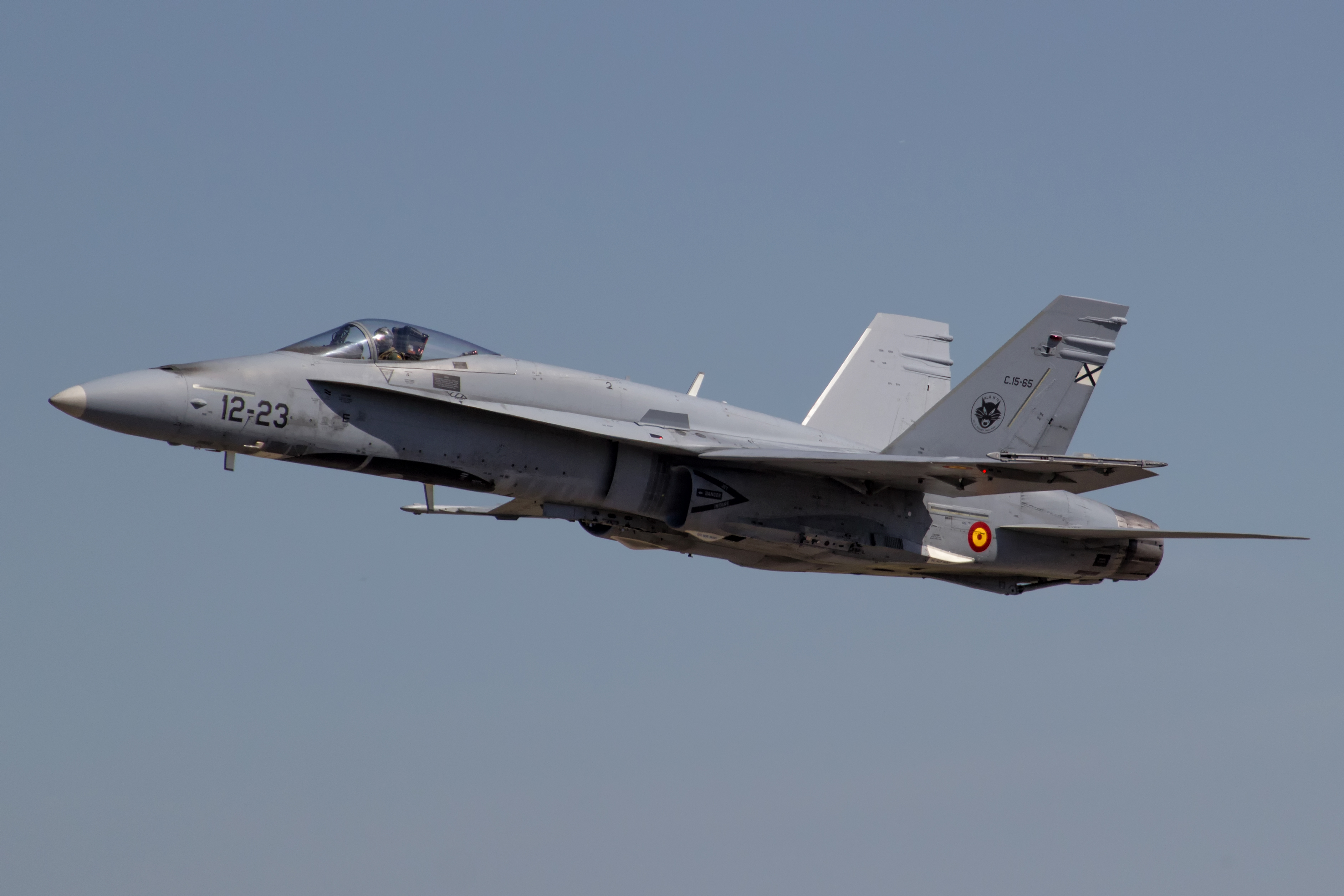
EF-18 Ejército del Aire en León

| Anno                  | 2001   | 2002   | 2003   | 2004   | 2005   | 2006    | 2007    | 2008    | 2009   | 2010   | 2011   | 2012   | 2013   | 2014   | 2015   | 2016   | 2017   | 2018   |
| --------------------- | ------ | ------ | ------ | ------ | ------ | ------- | ------- | ------- | ------ | ------ | ------ | ------ | ------ | ------ | ------ | ------ | ------ | ------ |
| Passeggeri            | 24.816 | 23.972 | 31.607 | 65.187 | 80.894 | 126.650 | 161.705 | 122.809 | 94.282 | 93.313 | 85.725 | 50.835 | 30.890 | 23.133 | 38.680 | 36.554 | 44.389 | 55.946 |
| Operazioni            | 2.605  | 2.793  | 2.951  | 5.241  | 5.279  | 6.296   | 7.328   | 5.700   | 4.767  | 4.770  | 4.461  | 2.630  | 1.962  | 1.397  | 1.885  | 1.814  | 2.236  | 2.605  |
| Variazione passeggeri | 17%    | 3,4%   | 31,8%  | 106,2% | 24,1%  | 56,6%   | 27,7%   | 24,1%   | 23,5%  | 2,0%   | 8,2%   | 40,7%  | 39,5%  | 25,1%  | 67,2%  | 5,6%   | 21,6%  | 26,4%  |
| Variazione operazioni | -      | 7,2%   | 5,7%   | 66,5%  | 0,7%   | 19,3%   | 16,2%   | 22,3%   | 16,4%  | 0,1%   | 6,5%   | 41,0%  | 25,4%  | 28,8%  | 34,9%  | 3,8%   | 23,1%  | 16,5%  |